# LOVE-ICE
『LOVE-ICE』（ラヴ・アイス）は宇都宮隆が2001年9月24日にリリースした11thシングル。

## 解説
同名の6thアルバム『LOVE-iCE』からの先行シングル。作曲は元「BOYO-BOZO」のメンバーであった石井妥師である。
C/Wの作詞はglobeのマーク・パンサー、作曲はaccessの浅倉大介である。
現在は廃盤となっている。

## 収録曲
| #         | タイトル                    | 作詞         | 作曲      | 編曲      | 時間  |
| --------- | --------------------------- | ------------ | --------- | --------- | ----- |
| 1.        | 「LOVE-ICE」                | 前田たかひろ | 石井妥師  | 西平彰    | 5:43  |
| 2.        | 「rhythm of love」          | MARC         | 浅倉大介  | 浅倉大介  | 5:19  |
| 3.        | 「LOVE-ICE (TV MIX)」       |              | 石井妥師  | 西平彰    | 5:43  |
| 4.        | 「rhythm of love (TV Mix)」 |              | 浅倉大介  | 浅倉大介  | 5:17  |
| 合計時間: | 合計時間:                   | 合計時間:    | 合計時間: | 合計時間: | 22:02 |

## 収録アルバム
- LOVE-iCE (#1,#2、#2はheavy crystal mix)
- TAKASHI UTSUNOMIYA THE BEST 2000-2004 (#1)
- TAKASHI UTSUNOMIYA ORIGINAL SINGLES 1992-2003 (#1,#2)